# Rob Estes
Robert Estes (Norfolk, 22 juli 1963) is een Amerikaans acteur.
Estes maakte in 1986 zijn debuut met een gastrol in CBS Schoolbreak Special. Dit werd gevolgd met een vaste rol in Days of Our Lives. Hierin speelde hij in 1986 en 1987 de rol van Glenn Gallagher. Hierna had hij rollen in een aantal televisiefilms en speelde hij de hoofdrollen in enkele B-films.
Estes maakte zijn grote doorbraak met een rol in de televisieserie Silk Stalkings. Hierin nam hij van 1991 tot en met 1995 de rol van Sgt. Chris Lorenzo op zich. Tijdens het maken van de serie trouwde hij in 1992 met actrice Josie Bissett, die destijds bekend was van Melrose Place. Ook Estes kreeg in 1993 een rol in die serie. Hij zou de rol van Kyle McBride spelen tot de laatste aflevering in 1999. Met Bissett zou hij uiteindelijk twee kinderen krijgen. In 2005 gingen ze uit elkaar.
Nadat Melrose Place werd stopgezet, speelde Estes in het 1999-2000 seizoen van Suddenly Susan. Zijn volgende grote rol in een televisieserie zou pas volgen in 2007, toen hij speelde in de kortdurende serie Women's Murder Club. Van 2008 tot 2010 speelde Estes de rol van Harry Mills spelen in het tienerdrama 90210.

## Filmografie
- Bibliothèque nationale de France: cb141756366 (data)
- Gemeinsame Normdatei: 1062389301
- International Standard Name Identifier: 0000 0001 1467 0417
- Library of Congress Control Number: no2006070899
- Nederlandse Thesaurus van Auteursnamen: 323826113
- Virtual International Authority File: 7147127
- WorldCat: E39PBJfGVHG9WV7KbYXG8qVBfq